# H. Eugene Stanley
 (septembre 2014).
Si vous disposez d'ouvrages ou d'articles de référence ou si vous connaissez des sites web de qualité traitant du thème abordé ici, merci de compléter l'article en donnant les références utiles à sa vérifiabilité et en les liant à la section « Notes et références ».
Pour les articles homonymes, voir Stanley.
Harry Eugene Stanley (né le 28 mars 1941 à Oklahoma City) est un physicien américain, professeur à l'université de Boston. Il a contribué à la physique statistique et est un des pionniers de l'étude scientifique multidisciplinaire et de l'éconophysique.

## Distinction
En 2004, il reçoit la Médaille Boltzmann, avec E.G.D. Cohen.